# Zaffiro (sommergibile)
Lo Zaffiro è stato un sommergibile della Regia Marina.

## Storia
All'ingresso dell'Italia nel secondo conflitto mondiale aveva base a Lero.
Svolse la sua prima missione di guerra dal 10 al 14 giugno 1940, al largo di Rodi, senza tuttavia imbattersi in navi nemiche.
Tra la fine di luglio e l'inizio di agosto 1941 fu inviato tra Pantelleria e Malta, insieme ad altri sommergibili, a contrastare l'operazione britannica «Style» (consistente nell'invio a Malta di un convoglio di rifornimenti), ma non avvistò le unità inglesi.
Fu scelto per recuperare gli operatori degli SLC autori dell'impresa di Alessandria: dal 24 al 26 dicembre 1941, al comando del capitano di corvetta Giovanni Lombardi, si presentò tutte le notti al largo di Rosetta (quindici miglia a settentrione delle foci del Nilo), stazionandovi da mezzanotte alle tre di notte; tale impiego risultò inutile perché erano gli operatori che erano riusciti ad allontanarsi dal porto di Alessandria (il capitano del Genio Navale Antonio Marceglia ed il sottocapo palombaro Spartaco Schergat) erano già stati catturati mentre cercavano di raggiungere Rosetta. Alla fine, il 26 dicembre, il sommergibile dovette rientrare a Lero.
L'8 giugno 1942, al comando del tenente di vascello Carlo Mottura, partì da Cagliari diretto a sud delle Baleari; in seguito gli fu impartito l'ordine di spostarsi in un'area compresa tra Capo Falcon e Capo Ferrat (al largo di Orano), dove, insieme ad altri tre sommergibili, avrebbe costituito uno sbarramento atto a contrastare l'operazione britannica «Harpoon» nell'ambito della Battaglia di mezzo giugno, che si sarebbe sviluppata di lì a pochi giorni; tuttavia è probabile che tale ordine non lo abbia mai raggiunto, dato che dopo la partenza non diede più sue notizie e vani furono i messaggi radio continuamente inviati fino al 22 luglio.
Si venne poi a sapere che il 9 giugno era stato attaccato da un idrovolante PBY Catalina del 500° Squadron della Royal Air Force, mitragliato, colpito e affondato circa 35 miglia a sudovest di Ibiza, senza sopravvissuti.
Scomparvero con il sommergibile il comandante Mottura, altri 4 ufficiali e 42 fra sottufficiali e marinai.
Lo Zaffiro aveva svolto 22 missioni di guerra, percorrendo complessivamente 12.919 miglia in superficie e 2629 in immersione.
All'inizio del 2005 subacquei spagnoli hanno individuato a grande profondità il relitto di un sommergibile che potrebbe essere lo Zaffiro.